# Aliment composé
 (avril 2025).
Si vous disposez d'ouvrages ou d'articles de référence ou si vous connaissez des sites web de qualité traitant du thème abordé ici, merci de compléter l'article en donnant les références utiles à sa vérifiabilité et en les liant à la section « Notes et références ».
Cet article court présente un sujet plus développé dans : Alimentation animale.

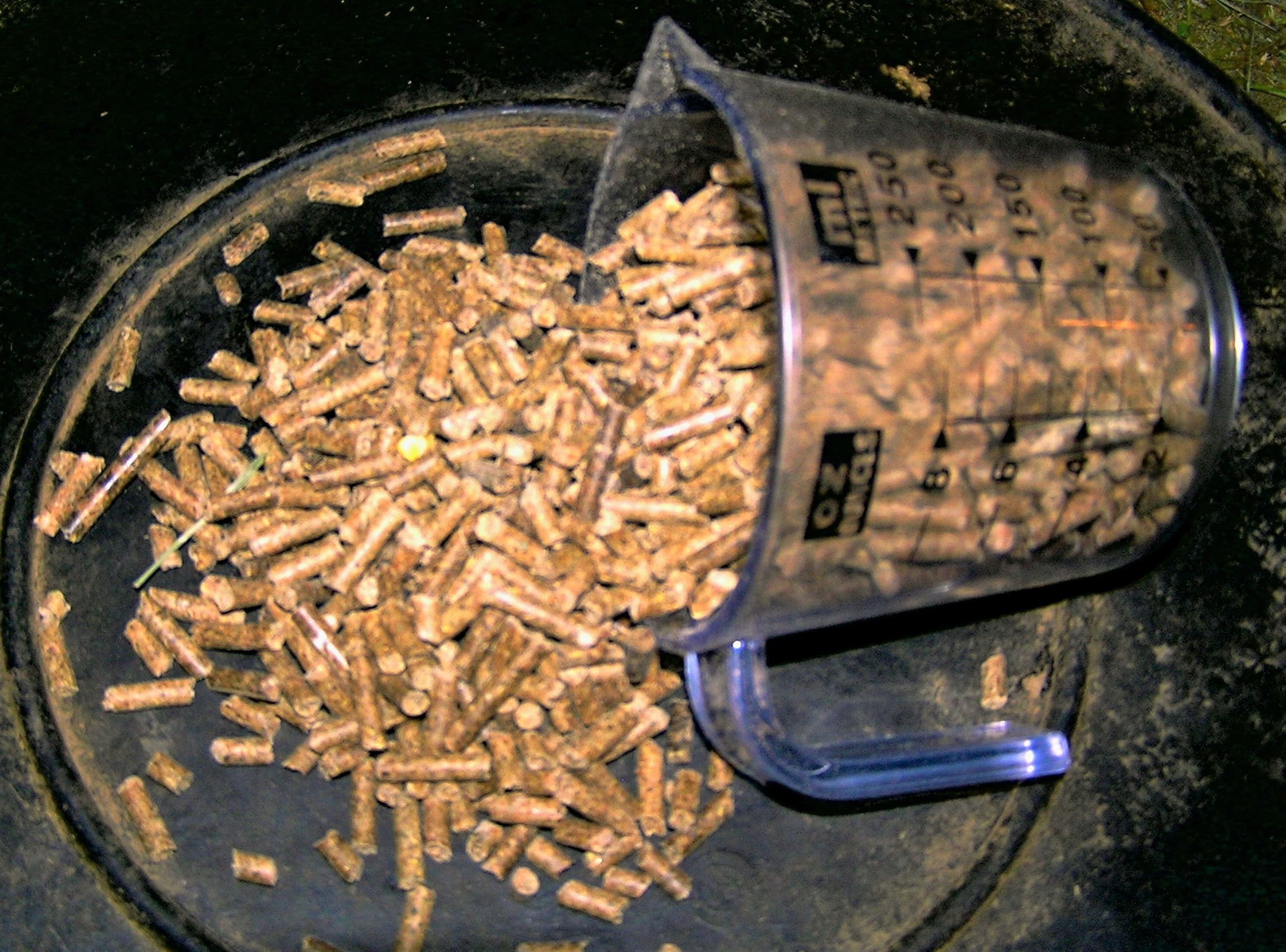
Une ration de granulés pour équidés.

Les aliments composés sont des mélanges alimentaires pour animaux produits à partir de matières premières et additifs divers. Ces mélanges sont élaborés en fonction des besoins spécifiques de l'animal cible. Ils sont fabriqués par des professionnels sous forme de poudre, granulés ou miettes.
Ils peuvent être complets (couvrant tous les besoins journaliers en nutriments), concentrés (couvrant une partie de la ration, en protéine ou en énergie) ou complémentaires (apportant seulement un supplément de micronutriments, comme des minéraux ou des vitamines).
D'après l'American Feed Industry Association, les ventes de composants alimentaires atteignent 20 milliards de dollars chaque année. Ces produits vont des mélanges de céréales aux écorces d'orange en passant par les pulpes de betterave. Le secteur des aliments pour animaux est un des plus compétitifs dans le domaine agricole, et il est de loin le premier acheteur de maïs, de céréales pour animaux et de tourteaux de soja américains. Des dizaines de milliers d'agriculteurs dont les exploitations sont équipées d'installations de transformation d'aliments pour animaux sont capables de concurrencer les grands conglomérats disposant de réseaux de distribution nationale. En 2001, les ventes de cultures destinées à l'alimentation animale ont atteint 23,2 milliards de dollars dans les exploitations agricoles américaines ; la même année, les agriculteurs ont dépensé au total 24,5 milliards de dollars en aliments pour animaux.
Quelque 600 millions de tonnes d'aliments pour animaux sont produits chaque année dans le monde.

## Historique
La production à échelle industrielle d'aliments pour animaux remonterait à la fin du XIXe siècle. C'est en effet vers cette époque que des progrès dans l'alimentation des hommes et des animaux ont permis de déterminer les avantages d'un régime équilibré, ainsi que l'importance du rôle joué par la transformation de certaines matières premières. L'aliment à base de gluten de maïs (farine de gluten) a été inventé en 1882, tandis que le leader mondial des aliments pour animaux Purina a été créé en 1894 par William H. Danforth. Cargill, dont l'activité principale était le négoce de céréales depuis ses débuts en 1865, a commencé à se tourner vers les aliments pour animaux vers 1884.
Le secteur a connu une croissance rapide au premier quart du XXe siècle, Purina étendant ses activités au Canada et ouvrant en 1927 sa première installation de transformation (toujours en activité).
En 1928, l'arrivée des premiers aliments pour animaux sous forme de granulés (Purina Checkers) a révolutionné le secteur.

## Ingrédients
Les aliments pour animaux préparés industriellement sont surtout constitués de céréales : maïs, soja, sorgho, avoine, orge, etc. La production de maïs a été estimée à près de 25 milliards de dollars en 2003, et celle de soja à 17,5 milliards de dollars. La production de sorgho, estimée à 965 millions de dollars en 2003, est destinée pour 66 % environ à alimenter le bétail, de même que quelque 60 % de la production d'orge, qui totalisait 4,61 millions de tonnes et représentait 765 millions de dollars en 2003. La production d'avoine pour l'année 2003 était quant à elle estimée à 218 millions de dollars.
La vente et la fabrication de prémélanges (prémix pour les professionnels) constitue un véritable sous-secteur. Les prémélanges se composent de micro-ingrédients, comme les vitamines, les minéraux, les conservateurs chimiques, les antibiotiques, les produits de fermentation ou d'autres ingrédients essentiels achetés à des entreprises de prémélanges, généralement en sac, pour être ajoutés aux rations industrielles. Ces produits permettent à l'agriculteur qui utilise ses propres céréales de formuler ses rations lui-même et d'être sûr que ses animaux bénéficient des apports recommandés de minéraux et de vitamines.

## Fabrication
Le travail du fabricant d'aliments pour animaux consiste à acheter les matières premières et à les mélanger dans l'installation de transformation selon les spécifications définies par le nutritionniste. Les erreurs sont à éviter car une ration composée incorrectement peut avoir pour conséquence une réduction de la production animale et une apparence physique diminuée.

## Chefs de file du secteur

### Au niveau mondial
Le numéro un mondial d'aliments pour animaux est le thaïlandais CP Group, qui produit 18 millions de tonnes d'aliments composés depuis divers centres répartis en Extrême-Orient.

### En Europe
La fusion de Cremer, société de négoce en matières premières traditionnelles basée à Hambourg, et de Deuka (Deutsche Kraftfutterwerke), entreprise basée à Düsseldorf, a donné naissance à l'un des plus grands producteurs d'aliments pour animaux en Europe : le nouveau groupe Cremer, qui produit environ 3,5 millions de tonnes.

### Aux États-Unis
L'entreprise ConAgra Inc., basée à Omaha dans le Nebraska, et Cargill Incorporated, entreprise diversifiée qui était le plus grand exportateur américain de céréales, comptaient au début du XXIe siècle parmi les chefs de file des aliments pour animaux aux États-Unis. En 1998, Ralston Purina Company, basé à Saint-Louis dans le Missouri, avait établi Agribrands International, Inc. pour gérer sa division internationale d'aliments pour animaux et de produits agricoles. Les aliments pour animaux et autres produits d'Agribrands étaient destinés aux bétails de marchés situés hors des États-Unis ; la filiale avait environ 75 centres de production répartis dans 16 pays. En 2001, elle a été rachetée par Cargill.
Conti Group Companies, Inc., numéro un mondial de l'alimentation bovine, CHS, Inc. (anciennement Cenex Harvest States Cooperative), dont l'activité principale était le négoce de céréales, et Farmland Industries, Inc., la plus grande coopérative agricole aux États-Unis, ont aussi joué un rôle important dans le secteur à cette période. Farmland exportait ses produits, dont les céréales, dans le monde entier. La firme a déclaré faillite en mai 2002 ; l'année suivante, Smithfield Foods a racheté la plupart de ses actifs.

## Note
- (en) Cet article est partiellement ou en totalité issu de l’article de Wikipédia en anglais intitulé « Compound feed » (voir la liste des auteurs).